# Lista de autoridades derrubadas pelo Escândalo do Mensalão
Abaixo, uma lista do que aconteceu com as pessoas e autoridades envolvidas no escândalo do mensalão. Embora alguns diretamente ligados ao Mensalão, outros saíram após o envolvimento da chamada "A Crise Política" ou "A Crise Política do Brasil no Governo Lula". Resumidamente é uma lista das ações tomadas após a denúncia do Vídeo da corrupção em Brasília.

## Ano 2005

### Maio
1. Maurício Marinho, chefe do Departamento de Contratação dos Correios, no dia 15 de maio. Ele foi afastado dos Correios um dia depois da denúncia da revista Veja em que aparecia em um vídeo preto-e-branco, feito pelo advogado curitibano Joel Santos Filho, o coletor da prova material do crime, que ficou conhecido como "O vídeo da corrupção em Brasília". Marinho relata "Se pode roubar de tudo nos Correios" e diz que atua em nome do PTB e o deputado e também presidente do partido, Roberto Jefferson: "Ele me dá cobertura, fala comigo, não manda recado" e apontava o deputado como o “chefe de tudo”. No fim da conversa, recebe do advogado, que Marinho acreditava ser um empresário, R$ 3.000 reais em nome do PTB. Maurício Marinho foi demitido em 9 de setembro.
2. Antonio Osório Batista, diretor de administração dos Correios, no dia 16 de maio.
3. Fernando Godoy, assessor imediato de Antonio Osório Batista na administração dos Correios, no dia 16 de maio.
4. João Henrique de Almeida Souza, Presidente dos Correios.
5. Lídio Duarte, presidente do Instituto de Resseguros do Brasil (IRB). Pediu demissão horas depois da denúncia da revista Veja que segundo ela, Duarte recebeu a pressão de Roberto Jefferson para obter mesada de 400 mil reais para o PTB em outra estatal, o IRB (Instituto de Resseguros do Brasil).
6. Luiz Appolonio Neto, outro presidente do IRB, no dia 21 de maio.

### Junho
1. Roberto Salmeron, presidente da Eletronorte, no dia 6 de junho. Foi citado por Maurício Marinho no vídeo da corrupção dos Correios em 14 de maio como sendo um "homem-chave" do esquema de arrecadação de Jefferson.
2. Toda a diretoria dos Correios e do IRB em 7 de junho.
3. Marcos Vinícius Vasconcelos Ferreira, assessor da Eletronuclear. Ele é o genro de Roberto Jefferson, pede demissão do cargo em 8 de junho.
4. Eduardo Portela, recém eleito responsável pela área comercial da Empresa Cobra, em 9 de junho. Portela veio da república de Ribeirão Preto.[1]
5. José Dirceu, Ministro da Casa Civil, no dia 16 de junho. Dirceu não resistiu às declarações do deputado Roberto Jefferson (PTB-RJ) que deu ao CPI dos Correios no dia 14 de junho, que o acusou de ser o mentor do esquema do mensalão e principalmente ao ter pedido: "Dirceu, se você não sair daí rápido, vai fazer réu um homem inocente, que é o presidente Lula. Sai daí, rápido!". Com a renúncia à Casa Civil, Dirceu volta a ser deputado do PT-SP para se defender das acusações e tentar como pôde para não ser cassado, sendo substituído por Dilma Rousseff. Era acusado pelo Jefferson de ser “o chefe do mensalão”. No dia 1º de dezembro (dia 30 de novembro), José Dirceu foi o segundo deputado federal a ter o mandato de cassado. A votação foi de 293 a 192 votos. Ele se torna o primeiro membro a ser cassado na história do PT.
6. Roberto Jefferson, presidente do PTB, pediu licença ao partido ao renunciar no dia 17 de junho. Em 14 de setembro, foi o primeiro deputado federal a ter o mandato de cassado “por não provar que o mensalão existiu”. Foram 313 votos pela cassação. Um dia depois de ser cassado, ele afirmou à imprensa que “já sabia que seria cassado, mas nunca os 300 picaretas do Lula e os 13 deputados do PT”.
7. Dimas Fabiano Toledo, diretor de engenharia Furnas Centrais Elétricas em 30 de junho. Ele caiu depois que Roberto Jefferson diz à Folha de S. Paulo, do mesmo dia, desvio de 3 milhões de reais mensais da estatal, que apontou como fonte Dimas Toledo, com a divisão: 1 milhão de reais para o PT nacional, 1 milhão para o PT de Minas e o milhão restante era dividido entre a diretoria de Furnas e um pequeno grupo de deputados.
8. Rodrigo Botelho Campos, diretor de Furnas em 30 de junho. Caiu depois da denúncia de Jefferson envolveu Dimas Toledo e os dois diretores da estatal terem recebido o dinheiro.
9. José Roberto Cesaroni Cury, diretor de Furnas, em 30 de junho. Caiu depois da denúncia de Jefferson envolveu Dimas Toledo e os dois diretores da estatal terem recebido o dinheiro.

### Julho
1. Silvio Pereira, secretário-geral do PT, pediu o afastamento do PT no dia 4 de julho. Foi acusado por Roberto Jefferson (PTB-RJ) de ser “o gerente do mensalão”. No dia 19 de julho, ele depõe na CPI dos Correios afirmando que nunca ouviu falar em mensalão e não era próximo de Valério. Perguntado sobre um Land Rover de sua propriedade, afirma: "Tudo o que tenho está quitado, está no imposto de renda". A farsa de Sílvio Pereira é desmontada no mesmo dia: Na noite, o Jornal Nacional, da Rede Globo, mostra que o Land Rover Defender verde-escuro foi comprado pela empreiteira baiana GDK e registrado em nome de Pereira. A empreiteira tem contratos de 272 milhões de reais com a Petrobras. Na prática, a reportagem do “Jornal Nacional”, denuncia que ele recebeu o carro como pagamento de propina. Em 22 de julho, Silvio Pereira admite que levou o Land Rover na faixa e pede sua desfiliação do PT. E ainda ressalva: "Nada ofereci ou me foi pedido em troca". É o início das renúncias e quedas de integrantes do governo e oposição em julho.
2. Delúbio Soares, tesoureiro do PT, no dia 5 de julho. Foi acusado por Roberto Jefferson (PTB-RJ) de ser “o operador do mensalão”. Ele caiu depois que a revista Veja revelou que ele havia assinado um empréstimo de R$ 2,4 milhões de reais para o PT, tendo como o empresário Marcos Valério como avalista.
3. José Borba, deputado do PMDB-PR, líder do PMDB na Câmara. Ele dizia que conhecia o empresário Marcos Valério apenas en passant. Mas devido provas contrárias, ele renunciou à liderança do PMDB na Câmara no dia 5 de julho. Apesar de ser acusado de mensalão, foi absolvido na Câmara e disputou as eleições novamente em 2006, sem sucesso com a tentativa de reeleição.
4. Glenio Guedes, Procurador da Fazenda Nacional, diretor do Conselho de Recursos do Sistema Financeiro, no dia 6 de julho.
5. José Adalberto Vieira da Silva, assessor do deputado José Nobre Guimarães que é irmão de José Genoíno. Foi detido e preso pela Polícia Federal (PF) no dia 8 de julho em São Paulo, com 100 mil dólares na cueca e 200 mil reais na mala, na tentativa de embarcar sem declarar as quantias de dinheiro para a viagem em Fortaleza-CE. Foi demitido pelo José Guimarães no dia 9 de julho.
6. José Genoíno, presidente do PT. A revista Veja revelou no dia 2 de julho, que o empréstimo contraído pelo PT e avalizado por Marcos Valério levava a própria assinatura. A prisão pela PF no aeroporto de São Paulo, o assessor do deputado do PT e líder da Assembleia Legislativa de Ceará (José Nobre Guimarães, que é irmão do Genoíno), por tentar embarcar notas de dinheiro sem declarar para Fortaleza, Ceará no dia anterior, foi o estopim da renuncia como presidente do PT no dia 9 de julho.
7. Marcelo Sereno, secretário de comunicação do PT e braço-direito do ex-ministro Dirceu, caiu no dia 9 de julho.
8. Henrique Pizzolato, diretor de marketing do Banco do Brasil, no dia 10 de julho, deixou no dia 14 de julho.
9. Kennedy Moura, ex-Assessor da Presidência do Banco do Nordeste do Brasil, em 11 de julho. Afastado depois que foi citado como suposto destinatário do dinheiro da cueca de José Adalberto Vieira da Silva. Kennedy Moura foi considerado suspeito pela Polícia Federal e Procuradoria da República de ter enviado Adalberto ao São Paulo (cidade) para buscar o dinheiro. Moura trabalhou como assessor do irmão de José Genoíno e foi indicado por ele para o cargo no Banco do Nordeste.
10. Luiz Gushiken do Ministério da Comunicação e Gestão Estratégica é rebaixado, a pasta deixa de ser um ministério no dia 12 de julho. Gushiken é rebaixado novamente, deixa de comandar a Secretaria de Comunicação e apesar das acusações, vira assessor do presidente Lula, em 21 de julho.
11. José Nobre Guimarães, dirigente do diretório estadual do PT do Ceará e também presidente da Assembleia Legislativa do Ceará. O assessor (José Adalberto Vieira da Silva) do deputado do PT e líder da Assembleia Legislativa foi preso por esconder 100 mil dólares na cueca e 200 mil na mala para a viagem de Fortaleza-CE. Renunciou à presidência da Assembleia Legislativa do Ceará e também ao diretório estadual do PT, em 12 de julho. Mas tarde voltou presidir o diretório estadual do PT.
12. Mauro Marcelo de Lima e Silva, Diretor-Geral da Abin (Agência Brasileira de Inteligência), em 13 de julho.[2]
13. João Batista Ramos da Silva, presidente da Igreja Universal do Reino de Deus e deputado federal do PFL. João da Silva teve sete malas de 10 milhões e 200 mil reais apreendidas num jato que pertence à igreja pela Polícia Federal em Brasília. Ele afirma que é uma doação de fiéis da igreja. Mesmo com justificativa, o Diretório Nacional do PFL expulsou no mesmo dia do partido. Há forte suspeita que o PFL queira evitar que o caso tivesse envolvimento com caixa 2 do PT. Há suspeita que algumas poucas dezenas de notas de dinheiro estariam falsificadas.
14. Sandra Rodrigues Cabral, assessora-chefe da Assessoria Especial da Casa Civil, em 18 de julho. Sandra era funcionária de confiança do Ministro José Dirceu e amiga há trinta anos do tesoureiro do Delúbio Soares.[3]
15. Antônio Batista Brito, Diretor de Marketing da Brasil Veículos, empresa subsidiária do Banco do Brasil, em 18 de julho. Envolvido no saque de R$ 326,6 mil da conta da DNA Propaganda no Banco Rural, em janeiro de 2004.[4]
16. Josenilton Alves Rodrigues, gerente de núcleo do Centro Cultural Banco do Brasil (CCBB), em 18 de julho. Também envolvido no saque de R$ 326,6 mil da conta da DNA no Banco Rural.[4]
17. Marco Antonio da Silva, assessor do então ministro Luiz Gushiken, da Diretoria de Eventos da Secom, em 19 de julho. Documentos da Secom e dos Correios revelam indícios de violação da Lei de Licitações. É revelado que a esposa de da Silva trabalhou como diretora da empresa Multiaction, de Marcos Valério.
18. Rodrigo Barroso Fernandes, Presidente da Fundação Municipal de Agricultura de Belo Horizonte, tesoureiro de campanha e ex-assessor do prefeito de Belo Horizonte, Fernando Pimentel, do Partido dos Trabalhadores, em 20 de julho. O nome de Barroso aparece numa lista de pessoas beneficiadas com dinheiro do esquema de Marcos Valério. Barroso negou-se a explicar e por causa disso seria indiciado pela Polícia Federal em 5 de agosto. Meses depois, Barroso foi exonerado por Pimentel do seu cargo de assessor especial da PBH e nunca mais se ouviu nada sobre ele na mídia. Foi como se tivesse sido blindado para não arranhar a imagem do prefeito de BH[5][6]
19. Wilmar Lacerda, Presidente do PT do Distrito Federal, em 20 de julho. Confirmou para a polícia que recebeu R$ 381 mil do esquema de Marcos Valério.[7]

### Agosto
1. Márcio Lacerda, secretário-executivo do Ministério da Integração Nacional, pasta do ministro Ciro Gomes, foi exonerado em 2 de agosto após ter sido acusado de ter recebido R$457.000,00 de Marcos Valério.[8] Mais tarde Delúbio Soares afirmou que ele teria recebido R$1,2 milhão.[9]
2. Manoel Severino dos Santos, presidente da Casa da Moeda do Brasil, pede demissão em 5 de agosto. Manoel Severino, apareceu na lista no dia anterior, com saques de 2,7 milhões de reais e pelo menos sete encontros documentados com Valério.
3. Danilo de Camargo, coordenador da Comissão de Ética do PT em 6 de agosto.
4. Paulo Pimenta (PT-RS), relator da CPI da Compra de Votos, em 11 de agosto. Apresentou uma lista apócrifa de sacadores do Banco Rural e encontrou-se sozinho com Marcos Valério durante a madrugada na garagem do Senado. Pressionado pela bancada governista renunciou ao cargo de relator auxiliar da CPMI
5. Marcus Vinícius di Flora, subsecretário da Secom e servidor mais graduado abaixo do ministro Luiz Gushiken, em 2 de agosto. A agenda de Fernanda Karina Somaggio, ex-secretária de Marcos Valério registra encontros entre Valério e Vinicius.[10][11]
6. Marcos Antonio Carvalho Gomes, Presidente do Real Grandeza (fundo de pensão dos funcionários de FURNAS e Eletronuclear), em 22 de agosto.

### Setembro
1. Juscelino Antonio Dourado, chefe-de-gabinete do Ministro da Fazenda Antonio Palocci em 1 de setembro.
2. José Janene deputado do PP-PR, pediu afastamento do cargo (mas não renuncia ao mandado de deputado) por alegar por problemas cardíacos, sendo substituído por um suplente. A manobra evita o processo de cassação de mandato em andamento.
3. Severino Cavalcanti, presidente da Câmara dos Deputados e deputado do PP-PE. Foi acusado de cobrar mensalinho de 10 mil reais ao dono de restaurante para que renovasse o contrato janeiro 2005, que fica nas dependências da Câmara. Sob pressão dos ex-aliados e a comprovação de um pagamento cheque de 3.500 reais, ele renunciou à presidência no dia 27 de setembro.

### Outubro
1. Carlos Rodrigues, mais conhecido como Bispo Rodrigues, deputado do PL-RJ que renunciou o mandato para escapar a cassação. No dia 4 de maio de 2006, se apresenta à Polícia Federal, para evitar prisão em flagrante, depois ser acusado de se envolver o caso das vendas fraudulentas das ambulâncias deflagrado pela PF na Operação Sanguessuga. Em 24 de maio, entra em recurso para responder em liberdade pela Justiça, o que é estendido aos 44 presos. Mas no dia seguinte em menos de 24 horas, a presidenta do STJ, Ellen Gracie, revoga o alvará da soltura para todos os acusados e se rende no dia 25 de maio.
2. Geraldo Mesquita Júnior, mais conhecido como Geraldinho Mesquita Júnior, senador do Acre, anuncia a sua desfiliação do PSOL no dia 26 de outubro por causa de acusações de um ex-funcionário de que ele exigiria o pagamento de um dízimo ao partido. O PSOL já ameaçou em querer expulsar Júnior por causa da denúncia, já que estava pouco tempo no partido, depois desfilar do PT. Ele se torna o primeiro senador do PSOL a se desfiliar do partido.

## Ano 2006

### Março
1. Pedro Corrêa, deputado (PP-PE), presidente do PP. No dia 15 de março, foi o terceiro deputado federal a ter o mandato de cassado, acusado no esquema de mensalão. A votação foram 261 votos a favor da perda de mandato, 166 contrários, 19 abstenções e 5 em branco. Com essa decisão, a Câmara sinalizou que queria provar que não havia nenhum tipo de "acordão" vigorando no plenário, mas a tese ganhou força depois do plenário livrar uma semana antes num único dia, os deputados Roberto Brant (PFL-MG) e Professor Luizinho (PT-SP) dos processos que pediam a cassação de seus mandatos. Corrêa foi acusado de ter recebido do PT, como presidente do PP, R$ 700 mil por meio do suposto esquema do "valerioduto". Ele disse que os saques no Banco Rural foram feitos pelo chefe-de-gabinete da liderança do PP, João Cláudio Genu, e que o dinheiro foi gasto no pagamento dos honorários dos advogados que defenderam o ex-deputado Ronivon Santiago (AC). Ele é acusado pela Justiça por corrupção.
2. Jorge Mattoso, presidente da Caixa Econômica Federal, em 27 de março. Diante das evidências, ele admitiu no fim de tarde à Polícia Federal, ter quebrado e vazado ilegalmente pela imprensa à revista Época, o sigilo bancário do caseiro Francenildo dos Santos, o Nildo, para desacreditá-lo das acusações que pesam sobre o ministro Palocci. Afirmou à PF que a ordem para quebra do sigilo partiu de Palocci. Depois de depor à polícia, anunciou na noite a renúncia como presidente da Caixa.
3. Antonio Palocci Filho, Ministro da Fazenda (equivalente ao Ministério da Economia do Brasil), em 27 de março, sendo substituído por Guido Mantega em 28 de março. Antonio Palocci foi acusado de ter ordenado ao presidente da Caixa Econômica Federal, Jorge Mattoso, a quebrar ilegalmente o sigilo bancário do caseiro Francenildo dos Santos, o Nildo, para desacreditá-lo das acusações que pesam sobre o Palocci. Segundo o Francenildo, diz na CPMI dos Correios, que o ministro foi visto “por 10 ou 20 vezes” na casa luxuosa 25 de Brasília, com os bicheiros e as prostitutas para se tratar de negócios da chamada “República do Ribeirão Preto”. Desde agosto de 2005 foi alvo de denúncias do ex-assessor Rogério Buratti, enquanto era prefeito de Ribeirão Preto nos anos 90 até ser escolhido como ministro em 2002, antes do Lula assumir a presidência, por esquema de corrupção e pagamentos de subornos.
4. Marcelo Netto, jornalista da revista Época e Assessor de Imprensa do Ministério da Fazenda, Antonio Palocci. Marcelo Netto foi apontado por outro jornalista, Diogo Mainard, da revista Veja, como o responsável pela divulgação ilegal do extrato bancário do caseiro Francenildo dos Santos pela imprensa na revista Época. Mainard acusou na coluna de Veja a tentativa da imprensa brasileira de ocultar por quase uma semana, o nome de Marcelo Netto, pelo fato dele ser jornalista. Caiu junto com Palocci na noite do dia 27 de março.
5. Angela Guadagnin, deputada do PT do estado de São Paulo. Apesar de não envolvida no mensalão, é afastada em 30 de março por um dia, do Conselho de Ética da Câmara após ter feito a comemoração de não-cassação de parlamentar do mesmo partido João Magno (PT-SP), que foi pejorativamente apelidada de dança da pizza na madrugada do dia 23 de março. Em 26 de abril, foi censurada formalmente pelo presidente da Câmara, Aldo Rebelo (PC do B-SP). No dia 9 de maio pediu o “afastamento definitivo” ao renunciar ao Conselho de Ética, no discurso em que declara “magoada” com a hipocrisia da imprensa e de alguns parlamentares.

### Maio
1. Athur Vinícius Pilastres Silva, técnico de áudio da CPI de Tráfico de Armas. Apesar de não ser envolvido na crise política, foi detido pela Polícia Federal em Brasília, enquanto se realizava a sessão da CPI, com suspeita de ter vazado informações sobre a CPI, no caso da onda de ataques do PCC no estado de São Paulo em 17 de maio. Athur Vinícius Silva não chega a ser preso, em troca de delação premiada, acusa dois advogados dos líderes do PCC, Sérgio Wesley Cunha e Maria Cristina Machado, de terem subornado por duzentos reais para a sessão secreta realizada na CPI do Tráfico de Armas em 11 de maio. Naquela reunião secreta, estavam os dois deputados do estado de São Paulo (Bitencurt e Ferraz), o advogado do PCC (Sérgio Wesley), um relator da CPI, foi gravado por 3 homens atrás das paredes (entre eles está Athur), que cita que líderes do PCC, Marcola e outros 7 líderes seriam transferidos na Prisão Máxima de Presidente Pudente no dia das mães. Athur Vinícius Silva diz nesse dia e nos dias seguintes que era convocado pela CPI que fez duas cópias para o CD num shopping e vendeu para 2 advogados do PCC por duzentos reais e que horas depois, os advogados mostraram trechos para outros membros do PCC em conferência de 40 prisões em celulares dentro de cadeias no dia mesmo dia. Mas o trecho sobre a transferência dos líderes, foi o estopim para os 294 ataques praticados pelo PCC entre os dias 13 e 19 de maio. Apesar da delação premiada, Athur Vinícius Silva, perdeu o emprego como técnico de áudio da CPI de Tráfico de Armas no mesmo dia.
2. Nagashi Furokawa, secretário de administração Penitenciária do Estado de São Paulo, no dia 26, entregou às 9 horas da manhã, uma carta-renúncia ao governado do estado Cláudio Lembo alegando “assuntos pessoais” pela renuncia. Nagashi Furokawa era secretário há sete anos e meio, desde a administração do Mário Covas (1995-2001) que morreu em 2001, mantido pelo vice e atual candidato à presidência Geraldo Alckmin (2001-2006) e o atual governador. Apesar não está envolvido na crise política, Furokawa caiu depois ter admitido à imprensa que teria permitido instalar 60 televisões novas nos presídios poucos dias antes da onda de ataques do PCC a pedido dos presos que queriam assistir aos jogos da Copa de 2006. O episódio chamou a atenção tanto dos parlamentares, tanto para os candidatos à presidência.

### Junho
1. Daniel Campos, ministro da cidadania, dia 12 de junho. No dia 25 de junho foi suspenso por 120 dias.
2. Sérgio Wesley Cunha, advogado de uns dos líderes do Primeiro Comando da Capital (PCC). Foi suspenso por noventa dias, por ter subornado o ex-técnico de áudio, Athur Vinícius Pilastres Silva. O advogado é acusado de subornar o ex-técnico de áudio por duzentos reais, para ter acesso da CPI do Tráfico de Armas que citava que líderes do PCC seriam transferidos, o que provocou os ataques do PCC entre 12 a 19 de maio.
3. A advogada de uns dos líderes do PCC, Maria Cristina Machado. Foi suspensa por noventa dias, por ter subornado o ex-técnico de áudio, Athur Vinícius Pilastres Silva. A advogada do líder do PCC, Carlos Camacho, é acusada de subornar o ex-técnico de áudio por duzentos reais, para ter acesso da CPI do Tráfico de Armas que citava que líderes do PCC seriam transferidos, o que provocou os ataques do PCC entre 12 a 19 de maio.
4. O Ministro da Agricultura, Roberto Rodrigues, dia 28 de junho. No dia 3 de julho, é substituído por Luiz Carlos Guedes Pinto.

### Dezembro
1. José Janene, é absolvido por seus "camaradas" de farra, no Plenário da Câmara dos Deputados, contrariando a recomendação do Conselho de Ética da Casa.

Janene era o último da lista de 19 parlamentares envolvidos no escândalo do mensalão a passar pelo crivo da Casa. Destes, quatro renunciaram e três foram cassados. Assim, com a decisão da Câmara dos Deputados, chegou a 12 o número de absolvidos.

Apontado como beneficiário de R$ 4,1 milhões do "valerioduto", Janene só admitiu ter intermediado o repasse de R$ 700 mil para pagar honorários do advogado que defendia Ronivon Santiago (AC), ex-PP. O relator da matéria, deputado Jairo Carneiro (PFL-BA), defendia a cassação.